# スーパースリー (アニメ)
スーパースリー（原題: The Impossibles）は、1966年にアメリカのハンナ・バーベラ・プロダクションにより制作された全36話のテレビアニメ。アメリカのCBSで1966年9月から1967年1月まで放映された。日本では、日本語吹き替え版として、NET（現・テレビ朝日）系列、東京12チャンネル（現・テレビ東京）系列、日本テレビ系列の子供向けテレビ番組、『おはよう!こどもショー』内で放映された。
他に『スーパースリー』の中間で放映されたロボットアニメ『フランケンロボ』（原題: Frankenstein Jr.）がある。本項目ではこれら2作品を順に解説する。

## スーパースリー

### 登場人物

#### ロックバンド・スーパースリー
普段は3人組のロック・ミュージシャン。悪者が暴れているなどの情報をもとにしたチーフからの指令で、ヒーローに変身し現場に急行、退治しに行く。変身のプロセスや、なぜ能力を持っているのかについては言及されていない。日本語版では「秘密諜報部員」とされており、主題歌でもそう歌われている。
担当楽器は3人とも絵からエレクトリックギターとわかる。高いヒールのブーツと長い髪、ビビッドな色使いは、典型的な1960年代のミュージシャン。演奏時にドラマーやベーシストはおらず、ブラス･セクションが入っている曲であっても、彼ら以外の演奏者はいない。ミュージシャンとしての活動時は、英語版タイトル「The Impossibles」のロゴが入った簡素な舞台で演奏をし、楽器のケーブルもこの舞台につながれている。変身すると、舞台も車などの移動手段として変形する。
コイル（Coil Man 通称 Coily）
声 - 関敬六/英 - ハル・スミス
二つ名はボヨヨンのコイル。腕と脚がバネでできているバネ人間。ジャンプ、体全体を使ったドリル、攻撃を跳ね除ける柔軟性などの能力を持つ。ギターは左利きで構えている。肥満体型。
フリー（Fluid Man 通称 Fluey）
声 - 石川進/英 - ポール・フリーズ
二つ名はスイスイのフリー。スーパースリーのリーダー。体が液体でできており、自由に変形できる、隙間があればどこにでも侵入できる、水道を伝って移動する、 雨雲に変身するなどの能力を持つ。英語版ではイギリス英語、日本語版ではオネエ言葉でしゃべる。
マイト（Multi Man 通称 Multi）
声 - 愛川欽也/英 - ドン・メシック
二つ名はバラバラのマイト。自分の分身を無限に発生させることができる。 橋の代わりとして分身したり、高い所へ梯子のように移動したり、敵を撹乱するなどの能力を持つ。モップのような髪型で目は完全に隠れている。身長が高く、演奏時のギターの構えは非常に低い。
チーフ（"Big D"）
声 - 小杉幸司  /英 -　ポール・フリーズ
情報部の上司。本名は不明。コイルのヘッドに埋め込まれているテレビモニターから指令を出すので、現場には登場しない。チーフの指令無しでもスーパースリーが活躍する話がある。

#### 主な敵
種類は異なるが主人公たちと同程度の特殊能力があり、それが強調されたネーミングになっているなどの特徴がある。これらは『スーパーマン』『バットマン』などアメリカのヒーロー物作品によく見られる特徴である。
- テレビック（Tele-visitron） - リモコンを使ってテレビがあるあらゆるところへ移動できる。また、スーパースリーのメンバーを遠くに飛ばしてしまう。
- ゴムフーセン（The Bubbler） - 壊れない泡を射出できる銃を持ち、敵を閉じ込めたり、泡に乗って移動する。
- もぐらのサブ（The Burrower） - 頭にドリルがついている。地中を掘り進む掘削マシンを操り、銀行の金庫に忍び込む。
- ガリガリー（Fero, the Fiendish Fiddler） - 敵をテレポートさせる効果を持った音色を出すバイオリンを操る。暴君ネロを風刺した姿で描かれている（FeroはNeroのもじり）。
- 怪人パズラー（The Puzzler） - 体がブロック状のパズルのパーツで形成されており、組み替えることで自由に形を変えられる。
- ペーパーマン（The Perilous Paper Man） - 体が紙でできており、紙飛行機に変身して移動するなど、紙製のあらゆるものに変身できる。
- アドバルーンキング（The Insidious Inflator） - 特別な光線銃から出る光線で、ゴム風船でできたものに生命を与えることができる。

#### その他
ナレーター
声 - 鈴木やすし/英 - 不明

### 各話リスト
| No.    | 邦題タイトル               | 原題タイトル                        |
| ------ | -------------------------- | ----------------------------------- |
| 1      | 冠ぬすまれおかんむり       | The Spinner                         |
| 2      | 泥棒は郵便で送れ           | The Perilous Paper Doll             |
| 3      | ピッチカソの名画           | Beamatron                           |
| 4      | 風船にのった誘拐魔         | The Bubbler                         |
| 5      | 空へもぐったもぐら         | The Burrower                        |
| 6      | タイムマシンで世界征服     | Timeatron                           |
| 7      | クロスモッグの蒸発         | Smogula                             |
| 8      | 動物園のノミ逃走           | The Sinister Speck                  |
| 9      | 月夜にひびくガリガリー     | Fero, The Fiendish Fiddler          |
| 10     | 魔法使いと四十人のドロボー | Mother Gruesome                     |
| 11     | 指名手配のテレビック       | Televisatron                        |
| 12     | ドロボー絵描き             | The Diabolical Dauber               |
| 13     | おれの水鉄砲はすばやい     | Aquator                             |
| 14     | 悪漢ゴムチューブ           | The Wretched Professor Stretch      |
| 15     | 逃げた車はなぜ速い         | The Devilish Dragster               |
| 16     | 犬もくわないクモドロボー   | The Return Of The Spinner           |
| 17     | パイナップル爆弾           | Satanic Surfer                      |
| 18     | プーッとふくれりゃ熱が出る | The Puzzler                         |
| 19     | 笑ってられないケラケラマン | The Scheming Spraysol               |
| 20     | 石頭泥棒カチカチ           | The Scurrilous Sculptor             |
| 21     | 四流バイオリン弾き         | The Artful Archer                   |
| 22     | 刑務所の風船売り           | The Insidious Inflator              |
| 23     | ドロボー灯台               | The Dastardly Diamond Dazzler       |
| 24     | ペーパーマンに火がついた   | The Return Of The Perilous Paperman |
| 25     | 猫にされた魔法使い         | Cronella Critch The Tricky Witch    |
| 26     | 怪盗はつむじ風に乗って     | The Terrible Twister                |
| 27     | 悪漢ゴムチューブの脱獄     | Professor Stretch Bounces Back      |
| 28     | 電線に乗ったどろぼう       | The Terrifying Tapper               |
| 29     | ドロボーはつらいよ         | The Anxious Angler                  |
| 30     | ビリー・ザ・キッドの孫の孫 | Billy The Kidder                    |
| 31     | 赤ちゃんにされたドロボー   | The Fiendish Dr. Futuro             |
| 32     | インスタント・ギャング     | The Infamous Mr Instant             |
| 未放送 |                            |                                     |
| -      | 邦題無し                   | The Rascally Ringmaster             |
| -      | 邦題無し                   | The Crafty Clutcher                 |
| -      | 邦題無し                   | The Bizarre Battler                 |
| -      | 邦題無し                   | The Not So Nice Mr Ice              |

### 主題歌と名フレーズ
番組のオープニングとしてだけでなく、スーパースリーの演奏シーンでも歌われる。英語版ではシーンに合わせて様々な曲が演奏され歌われているが、日本語版は全て声優による日本語版主題歌が使われ、各キャラの説明の歌詞はソロで、他はユニゾンによる合唱で歌っている。日本語歌詞の作詞者は「高見一」とクレジットされているが、当時朝日ソノラマに勤務していた橋本一郎は、自身のツイッターで作詞を担当したと語っている。作曲者は不詳だが、前述の橋本のツイートは広瀬健次郎と推測している。
2003年にはサントリー「スパチュー」の、2017年にはカルピスの「カラダカルピス」のCMソングに使われた。2019年4月からはテレビ東京系列の『ひねくれ3』のテーマ曲に使用されている。
主題歌・劇中で多用される「ラリホー」という、威勢のいいニュアンスでの掛け声が、主題歌のなかでは「ラリルレロン」とつながれたことにより、コミカルな語感として受け取られ、『ドラゴンクエストシリーズ』の呪文に使われたり、「ちびまる子ちゃん」原作で主人公のまる子が歌ったりと発展を生み出した。音響監督の高桑慎一郎は、「ラリホー」は自分の造語だと著書『ケンケンと愉快な仲間たち』の中で述べているが、元々英語版に存在するもので、綴りは「Rally-Ho!」である。コイルの口癖「ムッシュムラムラ!」は、吹き替えの関敬六がよく使ったアドリブだが、このフレーズもダチョウ倶楽部がギャグとして使うなど、後年いろいろな所で耳にする名フレーズとなった。

### 関連作品
- スーパー・グローブトロッターズ(The Super Globetrotters) - エキシビション・バスケットボール・チームの『ハーレム・グローブトロッターズ』をハンナ=バーベラがアニメ化した「en:Harlem Globetrotters (TV series)」を、さらにパワーアップした、1979年制作のヒーロー物アニメ。Liquid Man、Multi Man、Spaghetti Manという、フリー、マイト、コイルの特徴を持ったキャラクターが登場する。

## フランケンロボ

### 登場人物
ジュニアくん（Buzz Conroy）
声 - 太田淑子/英 - ディック・ビールス
チビッ子天才博士でフランケンロボの生みの親。特別なリモコン指輪を使い、フランケンロボを呼ぶことができる。またフランケンロボが戦いでダメージを受け故障すると、指輪の光線で応急修理が可能。
フランケンロボ（Frankenstein Jr. 通称 Frankie）
声 - 今西正男/英 -　テッド・キャツビー
ジュニアくんの作ったロボット。ジュニアくんの言うことを聞いて悪者たちと戦う。
ロングシタィン博士（Professor Conroy）
声 - 青野武/英 -　ジョン・スティーブンソン
ジュニアくんの父親。同じ博士でジョニアくんのことを理解し、一緒に研究の仕事をしたり、サポートしたり、一緒に悪者たちの事件を追う。悪者に捕まることもあるが、その都度ジュニアくんとロボに救い出される。
ナレーター
声 - 鈴木やすし/英 - 不明
両作品共通のナレーター。

### 各話リスト
| No.    | 邦題タイトル                   | 原題タイトル                        |
| ------ | ------------------------------ | ----------------------------------- |
| 1      | ショック博士の電気怪物         | The Shocking Electrical Monster     |
| 2      | スパイのスパイダー             | The Spyder Man                      |
| 3      | バケモノトリオ退治             | Menace from the Wax Museum          |
| 4      | 宇宙動物園（1）                | Alien Brain from Outer Space part 1 |
| 5      | 宇宙動物園（2）                | Alien Brain from Outer Space part 2 |
| 6      | 宇宙征服者ザーゴン             | UFO: Unidentified Fiendish Object   |
| 7      | よみがえったばけもの草         | Unearthly Plant Creatures           |
| 8      | 金庫盗賊ガラクータ             | Colossal Junk Monster               |
| 9      | ドクタードウデモスルの怪光線   | The Incredible Aqua-Monsters        |
| 10     | 新バグダッドの盗賊             | Gigantic Ghastly Genie              |
| 11     | 空の海賊ブラックバード         | The Birdman                         |
| 12     | 宇宙の大魔王                   | Invasion of the Robot Creatures     |
| 13     | スパイのブラックリスト         | The Manchurian Menace               |
| 14     | モンスター博士のわるだくみ     | The Mad Monster Maker               |
| 15     | 化け物の手下はたよりにならない | Pilfering Putty Monster             |
| 16     | お化け退治                     | The Spooktaculars                   |
| 未放送 |                                |                                     |
| -      | 邦題無し                       | Deadly Living Images                |
| -      | 邦題無し                       | The Monstermobile                   |

## 日本語版スタッフ
- 演出 - 高桑慎一郎
- 翻訳 - 岡真一
- 制作 - 千代田プロダクション

| NET系 金曜19:30 - 20:00枠 | NET系 金曜19:30 - 20:00枠              | NET系 金曜19:30 - 20:00枠 |
| 前番組                    | 番組名                                 | 次番組                    |
| ------------------------- | -------------------------------------- | ------------------------- |
| 宇宙怪人ゴースト          | スーパースリー （1967.9.8 - 1968.1.5） | 大魔王シャザーン          |